# Senecio chipauquilensis
Senecio chipauquilensis là một loài thực vật có hoa trong họ Cúc. Loài này được Troiani & Steibel mô tả khoa học đầu tiên năm 2006.